# Бенвенуто Челини
Бенвенуто Челини (итал. Benvenuto Cellini; Фиренца, 1. новембар 1500 — Фиренца, 13. фебруар 1571) био је италијански вајар, златар, писац ренесансе, музичар и војник.

## Биографија
Имао је веома тежак и буран живот, који је описао у својој аутобиографији Мој живот која се сматра једном од најважнијих аутобиографија ренесансе. У Париз се одселио 1538. године где је почео да ради код краља. Био је мајстор свога времена за ситне златарске предмете за краљевске и племићке куће. Радио је скулптуре и рељефе великих формата: „Персеј са главом медузе“, „Козимо Медичи“, „Нимфе из Фотенблоа“, а написао је још и „Трактат о златарству“ и „Трактат о вајарству“. Израдио је такође и сланик „Салијера“, дело из XVI века које је пронађено у дрвеном сандуку у шуми недалеко од Фиренце. Заинтересовао се и за окултизам, посебно за евокативну магију и призивање духова и демона. У својој аутобиографији „Мој живот“ описује нека од искустава са магијом и евокацијама.
Такође је био и дворски златар породице Медичи, римских папа и француског краља Франсоа I.

### Младост
Бенвенуто Челини рођен је у Фиренци, данашњој Италији. Родитељи су му били Ђовани Челини и Марија Изабела Граначи. У браку су били осамнаест година пре него што су добили своје прво дете. Бенвенуто је био друго дете у породици. Син музичара и израђивача музичких инструмената, Челини је усмераван ка музици, али када је напунио петнаест година, отац невољно пристаје да га пошаље као шегрта, златару Антонију ди Сандру, званом Марконе. Са шеснаест година, Бенвенуто је скренуо пажњу на себе због туче на јавном месту због које је на шест месеци протеран. Тај период проводи у Сијени радећи за златара званог Фракасторо. Након Сијене одлази у Болоњу где усавршава златарски занат и свирање флауте. Након посете Пизи и два периода боравка у Фиренци, са деветнаест година одлази у Рим.

### Рад у Риму
Први радови у Риму су му били сребрни сандук, сребрни свећњак и ваза за бискупа од Саламанке, који су му освојили одобрење од папе Климента Седмог. Још један прослављени рад је златни медаљон "Леда и лабуд" који се данас налази у Националном музеју Барђело у Фиренци. Наставио је да свира флауту и именован је за једног од папиних дворских музичара.
У нападну на Рим од стране Шарла III, војводе од Бурбона, Челинијева храброст је указала на његову службу Понтифу. Ако је веровати његовим речима, он лично је упуцао и ранио Филиберта од Шалона, принца Оранског. (Наводно је Челини убио и Шарла III током пљачке и пустошења Рима 1527 године). Захваљујући својим храбрим делима, дошло је до помирења са фирентинским судијама за прекршаје, и недуго затим се вратио у свој родни град - Фиренцу. Посветио се изради медаља, од којих је најпознатија "Херкулес и немејски лав" израђена у злату, "Атлас придржава Сферу", јурећи злато, на крају пада у посед Франсое I.
Из Фиренце одлази на двор војводе од Мантове, а затим назад у Фиренцу. Током повратка у Рим, био је ангажован у изради накита, приватних медаља и папских кованица. Током 1529 године, његов брат убија десетара римске страже и бива рањен од стране аркебуза стрелца, од чијих повреда касније умире. Убрзо након његове смрти, Челини убија убицу свога брата због крвне освете али не и због правде јер је његов брат признао да је стрелац пуцао из самоодбране. Челини бежи у Напуљ како би се сакрио од последица туче са јавним бележником, кога је ранио. Захваљујући утицају неколико кардинала, Челини је помилован. Добио је наклоност новог папе, Павла III, упркос свежем убиству током трајања међувладе, три дана након смрти папе Климента VII у септембру 1534 године. Четврта жртва је био конкурентски златар, Помпео из Милана.

### Ферара и Француска
Завера од стране Пјер Луиђија Фарнеза је довела до Челинијевог повлачења из Рима у Фиренцу и Венецију, где је за разлику од ранијих година, сада дочекан са много већим почастима. Са 37 година, по повратку са француског двора, бива затворен по тужби (очигледно лажној) да је проневерио драгуље са папине круне током рата. Послат је на издржавање казне у замак Светог Анђела у Риму, из кога је побегао али је поново ухваћен и овај пут се суочио са много тежом казном. Био је у ишчекивању свакодневне смрти али је Пјер Луиђијева жена посредовала, а нарочито кардинал Д'Есте из Сијене, и омогућено му је ослобађање. У знак захвалности Челини је породицу Д'Есте даровао изврсним пехаром.
Након тога је радио на двору Франсое Првог у Фонтенблоу у Паризу. Међутим, сматрао је да се Војвоткиња од Етана окренула против њега и одбија да се помири са краљевом миљеницом. Своје непријатеље овај пут није био у могућности да ућутка мачем јер је то већ раније радио у Риму. Као резултат, након пет година уложеног рада али и константне љубоморе и насиља, Челини се враћа у Фиренцу, где наставља као златар и постаје главни ривал Бартоломеу Бандинелију који умире неколико година касније (1560 година).

### Смрт у Фиренци
Током рата са Сијеном, Челини је био задужен да ојача зидине свог родног града које су биле доста запуштене од стране владајућих војвода. Током рада је придобио дивљење многих суграђана за своја дела. Такође је постао члан престижне "Академије уметности цртања" у Фиренци, основане од стране Козима Медичија, тринаестог јануара 1563 године, под утицајем архитекте Ђорђа Вазарија. Умро је у Фиренци 13. фебруара 1571. године и са великом помпом је сахрањен у цркви Пресвете Благовести. У Фиренци је помагао сестру која је остала удовица и њених шест ћерки.

### Лични односи
За Челинија је познато да су му неке од женских модела биле љубавнице, и да је 1544 године са једном од њих добио ванбрачну ћерку док је боравио у Фиренци. Названа је Констанца. Након кратког покушаја да постане свештеник, 1562 године оженио се служавком, Пјером Париђи, са којом тврди да је имао петоро деце од којих су га само син и две ћерке надживеле.
Поред свог брака, Челини је званично био оптуживан за злочин содомије једном са женом и најмање три пута са мушкарцем, исказујући своју бисексуалност:
- 14. јануара 1523 је био осуђен да плати 12 џакова брашна због везе са дечаком који се звао Доменико ди сер Ђулијано да Рипа.[12]
- Током боравка у Паризу, бивши модел и љубавница га је оптужила да је користио за содомију.[12]
- У Фиренци, током 1548 године, Челини је оптужен од стране Маргерите због успостављања присног односа са њеним сином, Вићенцом.[13]
- 26. фебруара 1556 године, шегрт Фернандо ди Ђовани ди Монтепулкијано га је оптужио да га је содомизовао небројано пута.[14] Овога пута је казна била тешка 50 златних новчића, као и 4 године затвора које су преиначене у 4 године кућног притвора захваљујући породици Медичи.[12]

Пред крај свог живота, током јавне препирке пред Војводом Козимом, Бандинели му је добацио: Sta cheto, soddomitaccio! (Ућути, ти прљави содомисто!) - Челини је то описао као "ужасну увреду".

## Уметничка дела

### Статуе
Поред радова у злату и сребру, Челини је израђивао скулптуре (вајарство) грандиозних величина. Један од главних пројеката током боравка у Француској је вероватно Златна Капија за палату Фонтенблоу. Само бронзани тимпанум његовог недовршеног рада, који представља Нимфу од Фонтенбла (Париз, Лувр), још увек постоји, али се цео пројекат може утврдити прегледом архиве, припремних цртежа и умањених гипсаних одливака.
Његова најзначајнија скулптура је урађена у бронзи Персеј са главом медузе, дело (предложено од стране Војводе Козима I Медичија) које се налази у Loggia dei Lanzi у Фиренци, је његов покушај да надмаши Микеланђеловог Давида и Донателовог Јудита и Холоферна. Ливење овог дела је узроковало Челинију доста мука и стрепње, али је одмах по завршетку проглашено ремек делом. Оригинални рељеф из подножја постоља — Персеј и Андромеда — налази се у Националном музеју Барђело, и замењен је гипсом.
До 1996 године, вековна изложеност загађењима животне средине је прекрила и испрљала статуу. У децембру 1996 године је статуа однета у музеј Уфици на чишћење и рестаурацију. Био је то спор, дугогодишњи процес, све док статуа у јуну 2000 године није враћена у свој дом.

### Декоративна уметност и портретисање
Међу његовим уметничким делима, од којих су многа страдала, био је колосални Марс за фонтану у Фонтенблоу, као и бронзе на вратима; кованице за папску и фирентинску државу; у природној величини и израђен од сребра Јупитер; и бронзана биста Биндо Алтовитија. Радови декоративне уметности су руменог стила.
Поред бронзане статуе Персеја и медаљона који су претходно наведени, једно од уметничких дела које и дан данас постоји је медаљон са ликом Климента Седмог, који обележава склапање мира међу хришћанским принчевима, 1530 године. Са једне стране медаљона је изгравиран лик папе Климента VII, док је са друге стране фигура Мира како испред храма Јануса пали ватру над гомилом оружја. Затим медаља са портретом Франсое Првог, медаља са кардиналом Пјетром Бембом, и чувена Салијера - сланик израђен од злата, емајла и слоноваче који је био намењен Франсису Првом од француске. Данас се налази у Уметничко-историјском музеју у Бечу. Сланик је направљен између 1540-1543. године, и чине га наге фигуре мушкарца и жене који седе једно преко пута другог са уплетеним ногама, што симболично представља планету Земљу. Мушкарац представља Нептуна (Бог мора), а жена Цереру (Богиња жита). За време реконструкције музеја, Салијера је украдена 11. маја 2003. године. Лопов се попео преко скеле, разбио прозор и ушао у музеј. Активирао се аларм али на њега нико није обратио пажњу мислећи да је лажан услед реконструкције која је била у току. Тек је касније примећено да је сланик нестао. Након три године, 21. јануара 2006. године, Салијеру је пронашла аустријска полиција и вратила је назад у музеј.
Једно од најважнијих дела из Челинијевог позног стваралаштва је "Распеће" исклесано у мермеру у природној величини. Првобитно је планирано да Распеће буде поставњено изнад његове гробнице, али је на крају продато породици Медичи која га је дала Шпанији. Данас се Распеће налази у манастиру Ескоријал у близини Мадрида, где је углавном изложен у измењеном облику — манастир је додао тканину преко удова и Трновит венац на главу.
Челини је био ангажован у изради папских кованица у Риму за време владавине Климента Седмог и касније Павла Трећег. Био је и у служби Александра Медичија, првог Војводе од Фиренце, коме је 1535. године израдио кованицу од 40 солди на којој се са једне стране налази лик војводе Александра а на другој ликови Светих Козима и Дамијана. Неки познаваоци му приписују да је такође израдио: "Јупитер дроби Дивове", "Борба Персеја и Финеја", итд. Други радови, попут појединих изгравираних бисти се не приписују лично њему, већ његовој радионици.

### Изгубљена дела
Важна дела која су изгубњена попут незавршеног пехара намењеног папи Климент VII, златни омот за молитвену књигу који је био поклон папе Павла III за Карла Петог, цара Светог римског царства, описана су у његовој аутобиографији; велике сребрне статуе Јупитера, Вулкана и Марса коване за Франсоу Првог за време његовог боравка у Паризу; биста Јулија Цезара; и сребрни пехар за кардинала Фераре. Величанствена златна копча, направљена за плашт папе Климент VII, која је графички описана у његовој аутобиографији, изгледа да је жртвована од стране папе Пија Шестог, заједно са многим другим вредним примерцима израђеним од злата, како би се прикупило 30 милиона франака које је 1797. године захтевао Наполеон Први по окончању војне кампање против папских држава. Судећи по одредбама уговора, папи је било дозвољено да 1/3 плати у накиту.

### Аутобиографија и остала дела
Аутобиографију је Бенвенуто Челини почео да пише 1558. године са својих 58 година и нагло завршио пред свој последњи одлазак у Пизу око 1563. године када је имао око 63 године.
Мемоари детаљно описују његову каријеру као самца, али и његове љубави, мржње, страсти, задовољства, писана живахним, директним и сексуално узбуђеним стилом. Чак је писао са великим задовољством како је планирао своја убиства пред њихову реализацију. Ово је написао док је боравио у Паризу:
When certain decisions of the court were sent me by those lawyers, and I perceived that my cause had been unjustly lost, I had recourse for my defense to a great dagger I carried; for I have always taken pleasure in keeping fine weapons. The first man I attacked was a plaintiff who had sued me; and one evening I wounded him in the legs and arms so severely, taking care, however, not to kill him, that I deprived him of the use of both his legs. Then I sought out the other fellow who had brought the suit, and used him also such wise that he dropped it.
– The Autobiography of Benvenuto Cellini, Ch. XXVIII, преведено од стране John Addington Symonds, Dolphin Books edition, 1961
Делови његове приче обухватају неке необичне догађаје и појаве; као што су приче о призивању легија ђавола у Колосеуму, након што је једна од његових љубавница удањена од њега од стране њене мајке; на прекрасном ореолу светлости који је примећивао да му окружује главу током зоре и сумрака а појавио се након његовог робијања у Риму, на својим натприродним визијама и анђеоску заштиту коју је имао за време недаћа; и како га трују у два наврата.
Челини је такође написао: „Трактат о златарству“, „Трактат о вајарству“ и „Трактат о дизајну“.

## Галерија
- Персеј са главом медузе, Фиренца
- Салијера (сланик), Уметничко-историјски музеј у Бечу
- Распеће, Манастир El Escorial, Шпанија
- Климент VII медаљон
- 40 солди медаљон
- Франсоа I медаљон
- Нимфа из Фотенблоа,Лувр
- Биста Козимо I Медичи